# Малта на Европском првенству у атлетици за јуниоре 2017.
Малта је учествовала на 24. Европском првенству за јуниоре 2017. одржаном у Гросето, Италија, од 20. до 23. јула. Репрезентацију Малте на њеном десетом учешћу на европским првенствима за јуниоре представљала је 1 спортисткиња која се такмичила у трци на 400 метара.
На овом такмичењу такмичарка са Малте није остварила неки резултат.

## Учесници
Јуниорке:
- Џенет Ричард — 400 м

## Резултати

### Јуниорке
| Атлетичарка  | Дисциплина | Лични рекорд | Квалификације | Квалификације | Полуфинале            | Полуфинале            | Финале                | Финале       | Детаљи |
| Атлетичарка  | Дисциплина | Лични рекорд | Резултат      | Место         | Резултат              | Место                 | Резултат              | Место        | Детаљи |
| ------------ | ---------- | ------------ | ------------- | ------------- | --------------------- | --------------------- | --------------------- | ------------ | ------ |
| Џенет Ричард | 400 м      | 54,84        | 56,53         | 7. у гр. 1    | Није се квалификовала | Није се квалификовала | Није се квалификовала | 24 / 25 (26) |        |